# Lutherse Kerk (Groede)

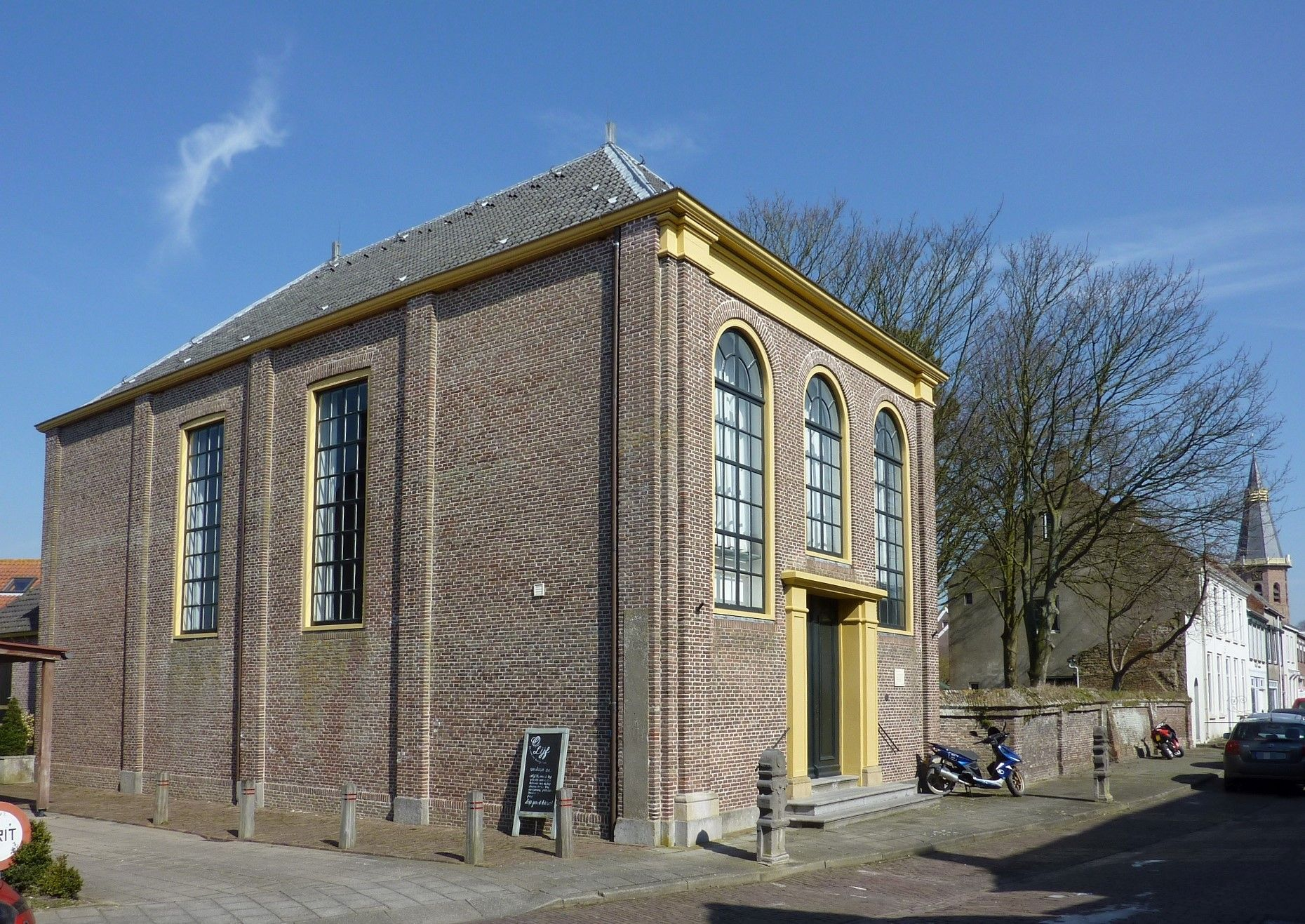
Die Lutherse Kerk in Groede

Die Lutherse Kerk ist eine evangelisch-lutherische Kirche in Groede, einem Ortsteil von  Sluis in der niederländischen Provinz Zeeland. Das Gotteshaus wurde durch die lutherische Kirchengemeinde in eine Stiftung überführt und  ist als Rijksmonument eingestuft.

## Geschichte
Die lutherische Kirchengemeinden in Zeeland formierten sich durch Auswanderer aus dem Bistum Salzburg („Salzburger Exulanten“), die durch das strenge Verhalten des 1727 dort eingesetzten Bischofs Leopold Anton von Firmian ihren Glauben nicht mehr ausüben konnten. Diese sammelten sich zunächst in den Städten Middelburg, Veere und Vlissingen. Aufgrund eines Arbeitskräftemangels in der Region um Sluis wurde einer Gruppe von etwa 800 Lutheranern gestattet, sich dort niederzulassen. Wegen schwieriger Lebensbedingungen verließen viele dieser Auswanderer die Region wieder. 1734 lebten noch 224 in der Region Sluis, 1741 eine Gruppe von 171. Die meisten von ihnen hatten sich in Groede niedergelassen. Aufgrund der Konzentration der Lutheraner in Groede wuchs der Wunsch nach dem Bau eines eigenen Kirchengebäudes, nachdem man bisher Gastrecht in einer reformierten Kirche hatte. Der Grundstein dafür wurde am 28. Mai 1742 durch Pfarrer Johannes Gottlob Fischer gelegt, die Einweihung fand am 1. September 1743 statt. Die schlichte Hallenkirche wurde mit finanzieller Unterstützung der lutherischen Gemeinde in Amsterdam errichtet. Neben einer Kirche gründeten die Lutheraner hier auch eine eigene Schule.
Die lutherische Kirche ist eine gerade geschlossene Saalkirche, die durch Pilaster gegliedert ist, der Eingang wird durch drei große Rundbogenfenster gegliedert. Die 1998/99 grundlegend restaurierte Kirche enthält eine Kanzel aus der Zeit um 1800. Der Fassade sind zwei Begrenzungssteine aus dem 17. Jahrhundert vorgesetzt. Gottesdienste der zeeländischen Lutheraner finden heute in der Regel in der Lutherse Kerk in  Zierikzee statt, aber auch zentral in Middelburg.